# خلیج یفپاتوریا
خلیج یفپاتوریا (روسی: Евпаторийская бухта) یک خلیج در کرانه دریای سیاه و شبه‌جزیره کریمه است.